# Johnny Thunders

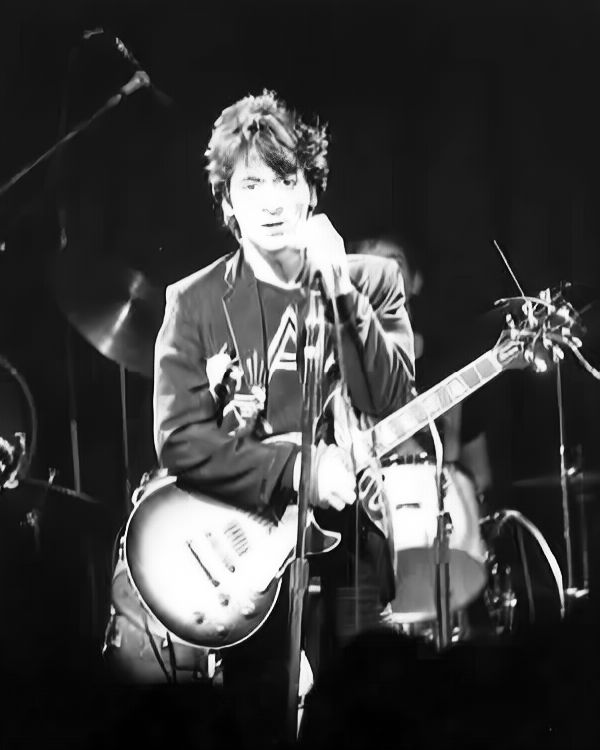
Johnny Thunders live um 1980

Johnny Thunders, eigentlich John Anthony Genzale, Jr (* 15. Juli 1952 in Queens, New York; † 23. April 1991 in New Orleans, Louisiana), war ein New Yorker Punk-Musiker.

## Leben
Im Jahr 1967 spielte Johnny Thunders als Leadgitarrist in der kurzlebigen Rockband The Reign. Zu dieser Schulband gehörten Sänger Don Bruce, Schlagzeuger John Pisapia, Organist George Boyd und Bassist Frank Sardelis. Sie traten insbesondere an Sonn- und Feiertagen auf. Im Winter 1967/1968 konnte die Band in den Associated Studios in New York einen Track mit einer psychedelischen Pop-Note mit dem Titel Zippered Up Heart aufnehmen. Die Band löste sich 9 Monate nach der Gründung auf. Die ehemaligen Mitschüler gingen fortan getrennte Wege.
Von 1971 bis 1975 war Johnny Thunders Gitarrist der Gruppe New York Dolls, danach spielte er in der Band The Heartbreakers und war ab 1978 als Solo-Künstler aktiv. 
Nachdem bereits 1987 Peter Hein und Xaõ Seffcheque mit Family 5 seinen Song Born to Lose für das Album Die neueste Terroridee des verrückten Oberst gecovert hatten, spielte Thunders rund 36 Stunden vor seinem Tod zusammen mit der Düsseldorfer Band Die Toten Hosen den Song für das Album Learning English Lesson One neu ein. Thunders gehörte zu den musikalischen Vorbildern der Band und wurde bereits 1986 in ihrem Lied Das Wort zum Sonntag auf dem Album Damenwahl erwähnt. Seit der Menschen-Tiere-Sensationen-Tour im Jahr 1992 trägt die Band das Lied mit geändertem Text vor: Anstatt „Solange Johnny Thunders lebt, solange bleib ich ein Punk; solange es was zu trinken gibt, dauern alle unsere Feste an“, heißt es: „Hey Johnny, kannst du uns grad seh’n? Wir vergessen dich nicht! Wir werden überall von dir erzähl’n, damit dein Name ewig weiterlebt.“
Johnny Thunders starb im Hotel „St. Peter's Guest House“ in New Orleans an den Folgen seiner Heroinabhängigkeit und hinterließ vier Kinder.

## Nachwirkung
The Clash erwähnten Thunders in dem Song City Of The Dead, mit der Textzeile „Don't you know where to cop? / That's what New York Johnny said / You should get to know your town / Just like I know mine.“
Im Lied Rock City Wankers der schwedischen Glamrockband The Ark wird Thunders ebenfalls erwähnt: „Oh no / You put a spike into your vein / Does it make you think you've got / The blood of Thunders in your brain“.
Guns N’ Roses, speziell Duff McKagan, widmeten ihm den Song So Fine vom Album Use Your Illusion II. Außerdem coverten sie Thunders Komposition You Can't Put Your Arms Around A Memory auf dem Album The Spaghetti Incident?.
Thunders war auch Inspiration für den Song Johnny's Gonna Die auf dem zehn Jahre vor seinem tatsächlichen Tod veröffentlichten Album Sorry Ma, Forgot to Take Out the Trash von The Replacements.

## Diskografie (Auswahl)
- 1977 L.A.M.F. (mit den Heartbreakers)
- 1978 So Alone
- 1979 Live at Max's Kansas City
- 1982 Live at the Speakeasy
- 1983 New Too Much Junkie Business
- 1983 In Cold Blood
- 1984 Hurt Me
- 1984 Live at the Lyceum Ballroom 1984
- 1985 Que Sera, Sera
- 1987 Stations of the Cross
- 1988 Copycats (mit Patti Palladin)
- 1990 Gang War
- 1991 What Goes Around
- 1994 Live at Mothers
- 2000 Belfast Nights